# Hildegard Kurt

Hildegard Kurt, 2010

Hildegard Kurt (* 20. September 1958 in Worms) ist eine deutsche Kulturwissenschaftlerin und Autorin.

## Leben und Wirken
Hildegard Kurt studierte zunächst Germanistik und Romanistik in Münster, Aix-en-Provence und Mainz. 1998 wurde sie, unterstützt durch ein Stipendium der Heinrich-Böll-Stiftung, an der Humboldt-Universität zu Berlin in Kulturwissenschaft bei Thomas Macho und Hartmut Böhme in Berlin über Die neue Muse. Impulse aus der Kunst zur Überwindung der Konsumkultur promoviert. Bis zu seinem Tod 2002 war sie mit dem Schriftsteller und Fotografen Kemal Kurt verheiratet.
Seit 1999 hat sie mehrere Sachbücher als Autorin und Herausgeberin veröffentlicht.
2004 gründete sie mit der Kuratorin und Kulturhistorikerin Heike Strelow das und.Institut für Kunst, Kultur und Zukunftsfähigkeit e.V. (und.Institut) in Berlin und ist derzeit (Stand: 2024) gemeinsam mit Uta Atzpodien Vorstandsmitglied des Instituts. Zu den inhaltlichen Schwerpunkten des und.Instituts in jüngerer Zeit zählen laut eigenen Angaben „Erkundungen am Epochenrand“ und „das kreative Wir“.
Kurt arbeitete mehrere Jahre mit der Joseph-Beuys-Schülerin Shelley Sacks zusammen, die das Social Sculpture Research Unit (SSRU) an der Oxford Brookes University in Großbritannien mitbegründet hat und leitet. Seit 2007 Mitglied im Beirat des SSRU, war Hildegard Kurt dort 2011 Associate Lecturer im Master-Studiengang Soziale Plastik und von 2012 bis 2013 Senior Lecturer für Soziale Plastik.

## Bibliografie

### Sachbücher
- Wachsen! Über das Geistige in der Nachhaltigkeit. Mayer, Stuttgart 2010, ISBN 978-3-86783-035-5
- Leicht auftreten. Unterwegs zu einer anderen Welt. VAS, Bad Homburg 2011, ISBN 978-3-88864-483-2
- Die rote Blume. Ästhetische Praxis in Zeiten des Wandels. Zus. mit Shelley Sacks. thinkOya, Klein Jasedow 2013, ISBN 978-3-927369-77-1
- Lebendigkeit sei! Für eine Politik des Lebens. Ein Manifest für das Anthropozän. mit Andreas Weber, thinkOya, Klein Jasedow 2015, ISBN 978-3-927369-95-5
- Die neue Muse. Versuch über die Zukunftsfähigkeit. thinkOya, Klein Jasedow 2017, ISBN 978-3-947296-00-2

### (Mit-)Herausgeberschaften
- Welche Landschaft wollen wir? Die Kulturlandschaft als Gestaltungsaufgabe. Zus. mit Erwin Wortelkamp. Kunstverein Hasselbach, Hasselbach 2001, ISBN 3-89279-580-0
- Kultur – Kunst – Nachhaltigkeit. Die Bedeutung von Kultur für das Leitbild Nachhaltige Entwicklung. Zus. mit Bernd Wagner. Klartext, Essen 2002, ISBN 3-89861-093-4